# Konotop (huyện)
Huyện Konotop (tiếng Ukraina: Конотопський район, chuyển tự: Konotops’kyi raion) là một huyện của tỉnh Sumy thuộc Ukraina. Huyện Konotop có diện tích 1667 kilômét vuông, dân số theo điều tra dân số ngày 5 tháng 12 năm 2001 là 39398 người với mật độ 24 người/km2. Trung tâm huyện nằm ở Konotop.